# Leptothrium
Leptothrium Kunth é um género botânico pertencente à família Poaceae.

## Sinônimo
- Latipes Kunth